# Elisabeth van Saksen
Elisabeth van Saksen (Wolkenstein, 18 oktober 1552 - Heidelberg, 2 april 1590) was prinses van Saksen bij geboorte en door haar huwelijk met Johan Casimir van Palts-Lautern vorstin van Palts-Lautern.

## Biografie
Elisabeth was een dochter van keurvorst August van Saksen (1526-1586) en Anna van Denemarken (1532-1585), dochter van koning Christiaan III van Denemarken. Ze trouwde op 4 juni 1570 met graaf Johan Casimir van Palts-Lautern in Heidelberg. Het huwelijk vond plaats gedurende het Congres van Spiers. August was tegen het beleid van zijn schoonzoon. Johan was een calvinist en had goede verhoudingen met Frankrijk. Met het huwelijk hoopte August Johan na het lutheranisme te bekeren. August zegevierde niet. De katholieken in Duitsland beschouwden het huwelijk als een provocatie jegens de Habsburg dynastie en een poging om een protestants front te vestigen. 
De calvinist Johan probeerde de religieuze tegenstellingen met zijn vrouw weg te werken. In oktober 1585 werd ze gearresteerd en beschuldigd van echtbreuk en het vormen van een plot om haar echtgenoot te vermoorden. Zelfs haar broer, keurvorst Christiaan I, was overtuigd van haar schuld. Ze bekeerde zich tot het calvinisme tijdens haar periode in hechtenis. Niet veel later kwam ze te overlijden. 

## Huwelijk en kinderen
Elisabeth kreeg samen met Johan Casimir zes kinderen. Drie namen zijn echter bekend.
- Marie van Palts-Lautern (1576-1577)
- Elisabeth van Palts-Lautern (1578-1580)
- Dorothea van Palts-Lautern (1581-1631), getrouwd met Johan George I van Anhalt-Dessau